# Deielia phaon
Deielia phaon es la única especie del género Deielia, en la familia Libellulidae. Habita en China, Japón, Corea y Rusia, en zonas de estanques, lagos, pantanos y arrozales.